# Tellervo adriaansei
Tellervo adriaansei är en fjärilsart som beskrevs av Gustaaf Hulstaert 1923. Tellervo adriaansei ingår i släktet Tellervo och familjen praktfjärilar. Inga underarter finns listade i Catalogue of Life.